# Fort Maubara

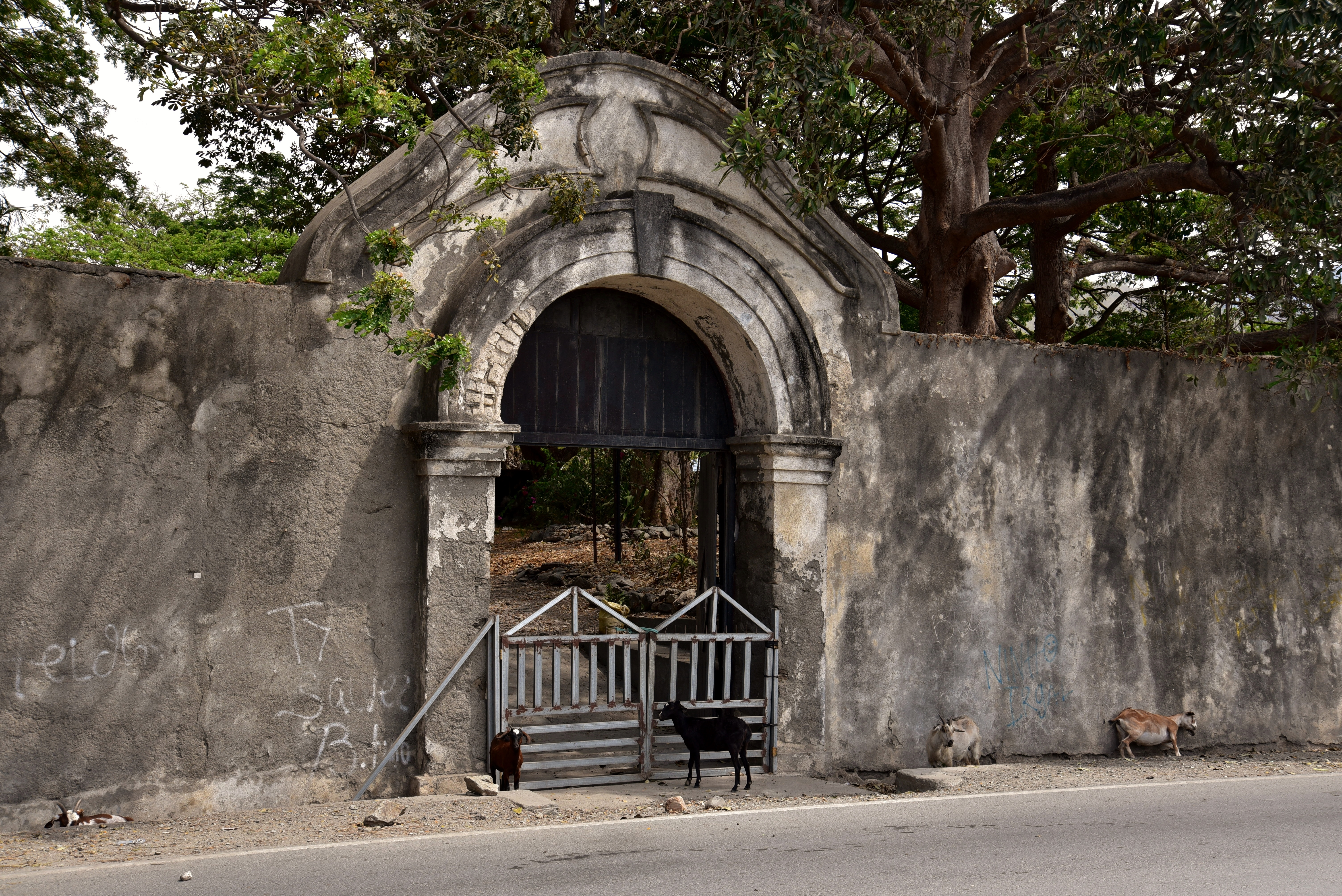
Eingang zum Fort

Das Fort Maubara ist eine kleine, koloniale Festung im osttimoresischen Ort Maubara (Suco Vaviquinia, Verwaltungsamt Maubara, Gemeinde Liquiçá). Das rechteckige Fort, auf dessen Mauer noch zwei Kanonen stehen, ist das markanteste Bauwerk des Ortes. Es befindet sich direkt am Ortseingang von Maubara, an der gut ausgebauten Durchgangsstraße, von wo man am Strand die gesamte Bucht überblicken kann. Das Fort befindet sich im Besitz des Staates, wird aber von der Maubara Vereinigung Mós Bele verwaltet.

## Geschichte

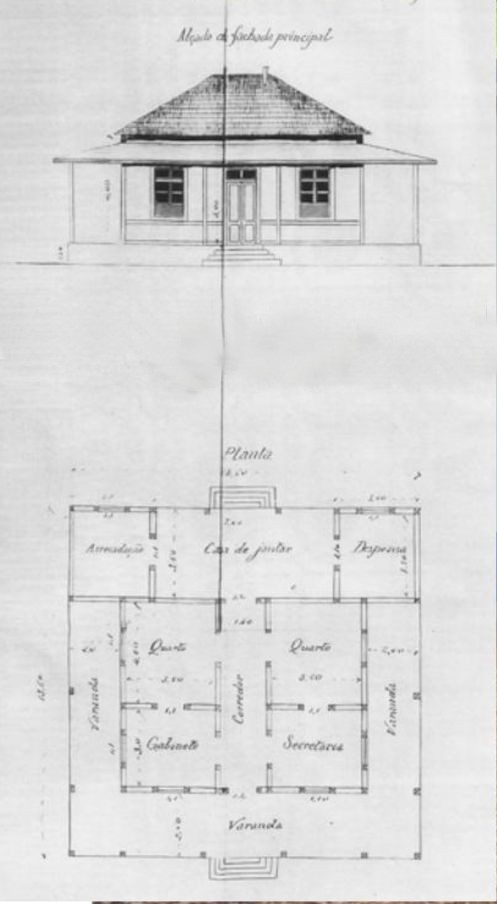
Historischer Plan des Forts

1667 verbündete Maubara sich mit den Niederländern, die 1756 zur Sicherung ihrer kolonialen Ansprüche die Festung errichteten. Maubara wurde zu einer niederländischen Enklave in Portugiesisch-Timor. 1758 griffen zwei Schiffe aus Sikka, das mit Portugal verbündet war, Maubara an. Die Niederländische Ostindien-Kompanie (VOC) reagierte mit der Entsendung zweier Schiffe aus Kupang zur Unterstützung Maubaras Herrschers José Xavier Doutel. Nach der erfolgreichen Abwehr wurde eine Einheit aus hundert europäischen und balinesischen Soldaten, unter dem Kommando von Jacob Pietersz, nach Maubara entsandt, die das Fort ausbauten. Die Umfriedung hatte nun einen Durchmesser von 80 Fuß und die Mauern waren sechs Fuß dick. Als Abschreckung reichte dies aber nicht. Als Pietersz 1759 mit frischen Soldaten nach Maubara zurückkehrte, musste er erneut das Reich gegen nicht genannte Angreifer verteidigen. 1760 erfolgte der nächste portugiesische Angriff. Ein Schiff der VOC mit Mardijkern kam Maubara zur Hilfe. In diesem Jahr kam der deutsche VOC-Kommandant Hans Albrecht von Plüskow ums Leben. Daraufhin wurde 1761 die Besatzung von Fort Maubara fast vollständig nach Kupang zurückbeordert. Zurück blieben nur zwölf europäische Soldaten. Doutel bat daher in Kupang und Batavia um erneute Verstärkung. Um dem Nachdruck zu verleihen, schickte er große Mengen an Sandelholz und Bienenwachs als Geschenk. Die Jahre darauf blieben unruhig. 1790 griff der Topasse-Herrscher Pedro da Hornay im Auftrag Portugals Maubara an. Die Attacke wurde abgewehrt. Der Topasse erreichte mit der Aktion nur, dass Maubara sein Bündnis mit den Niederlanden erneuerte und die Flagge der Niederlande setzte. Von 1796 bis 1799 befand sich Maubara, zusammen mit Groß-Sonba’i erneut im Krieg mit den Portugiesen.
Im Vertrag von Lissabon vereinbarten die Niederländer aber 1859 im Rahmen eines größeren Gebietsaustauschs, Maubara an die Portugiesen abzutreten. Die Übergabe erfolgte im April 1861. 1869 beschrieb der Kapitän der portugiesischen Korvette Sa de Bandeira das Fortals Bau aus losen Steinen, nah am Meeresufer, das zu diesem Zeitpunkt nur noch mit einer einzelnen, rostigen Kanone bestückt war. Mehrmals revoltierte Maubara noch bis 1893 gegen die Portugiesen. 1889 wurde in Maubara eine Zollstation errichtet. Das Zollhaus befindet sich noch heute gegenüber dem Fort.
Das Gebäude innerhalb der Festung stammt aus der zweiten Hälfte des 20. Jahrhunderts und diente als Sitz der lokalen Verwaltung. Heute beherbergt es ein Restaurant.

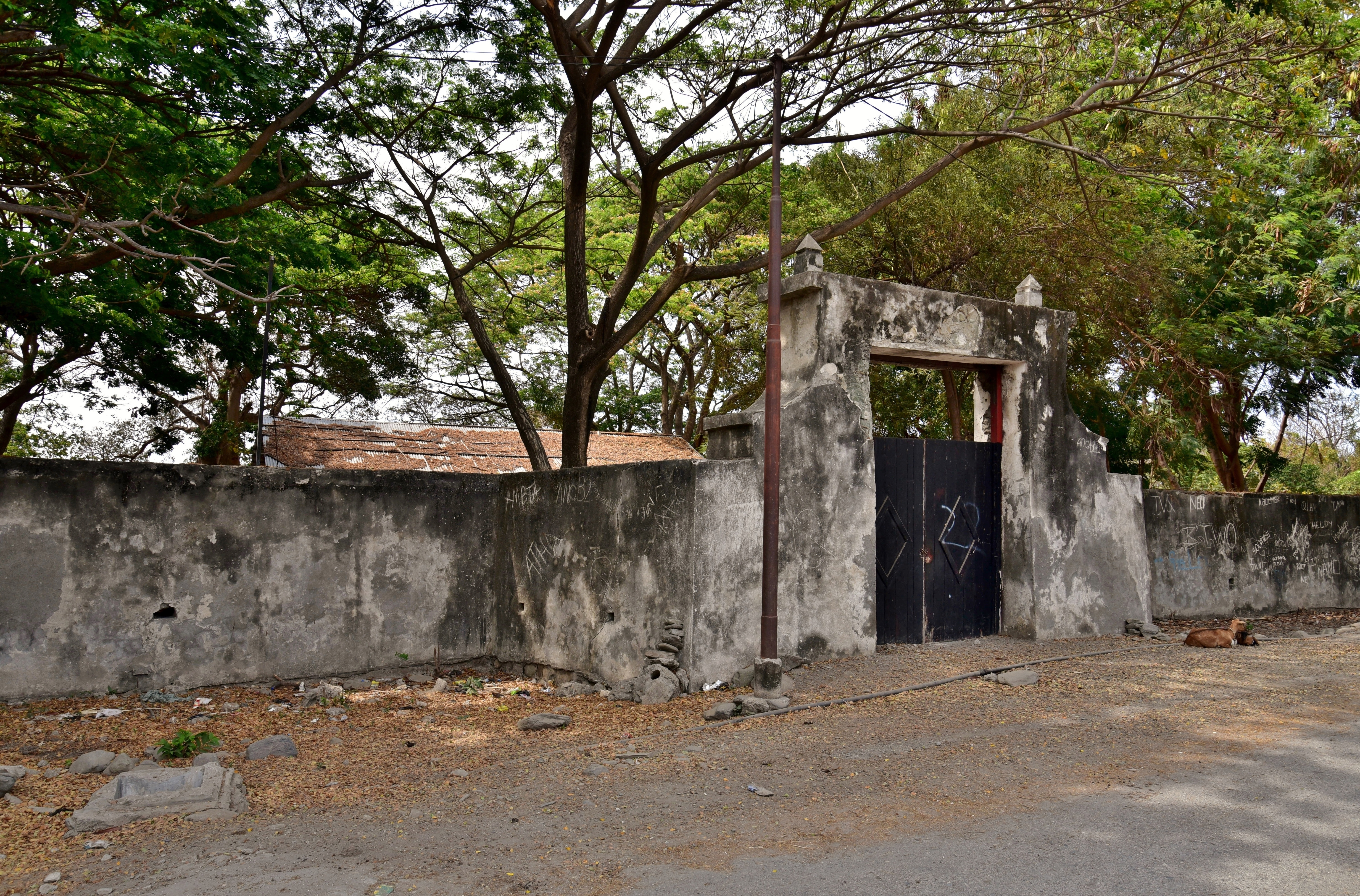
Das zweite Tor
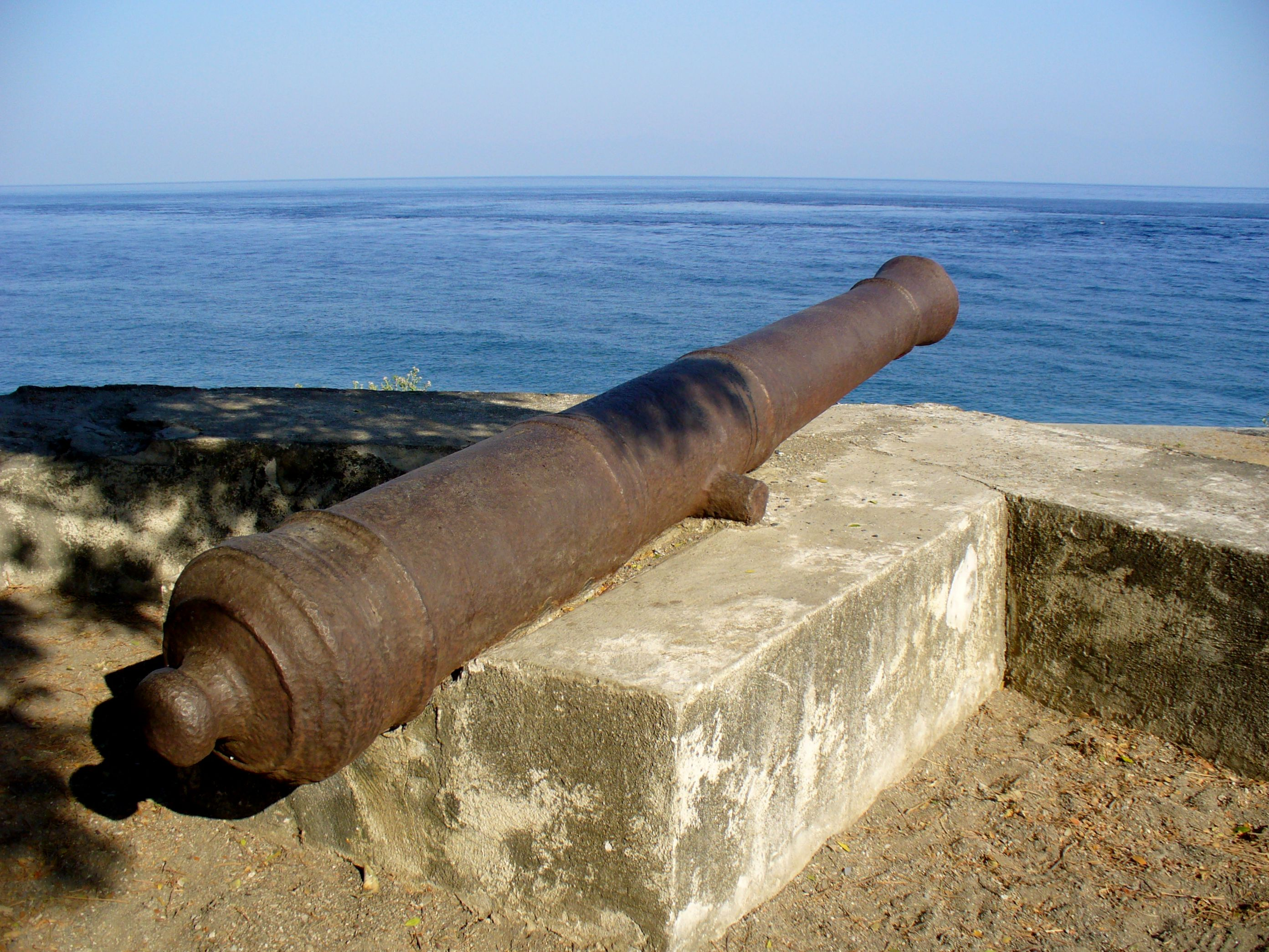
Kanone im Fort
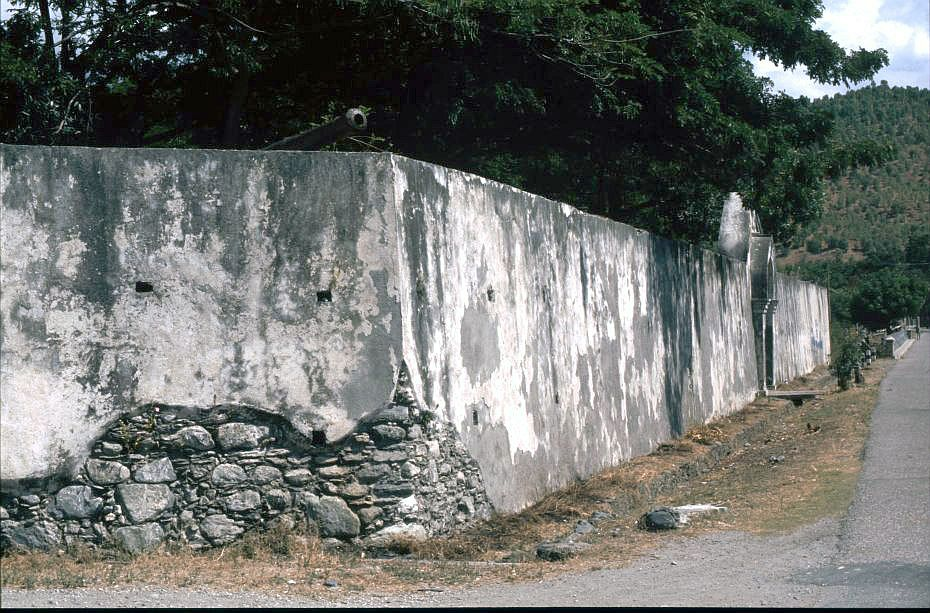
Kanone von außen
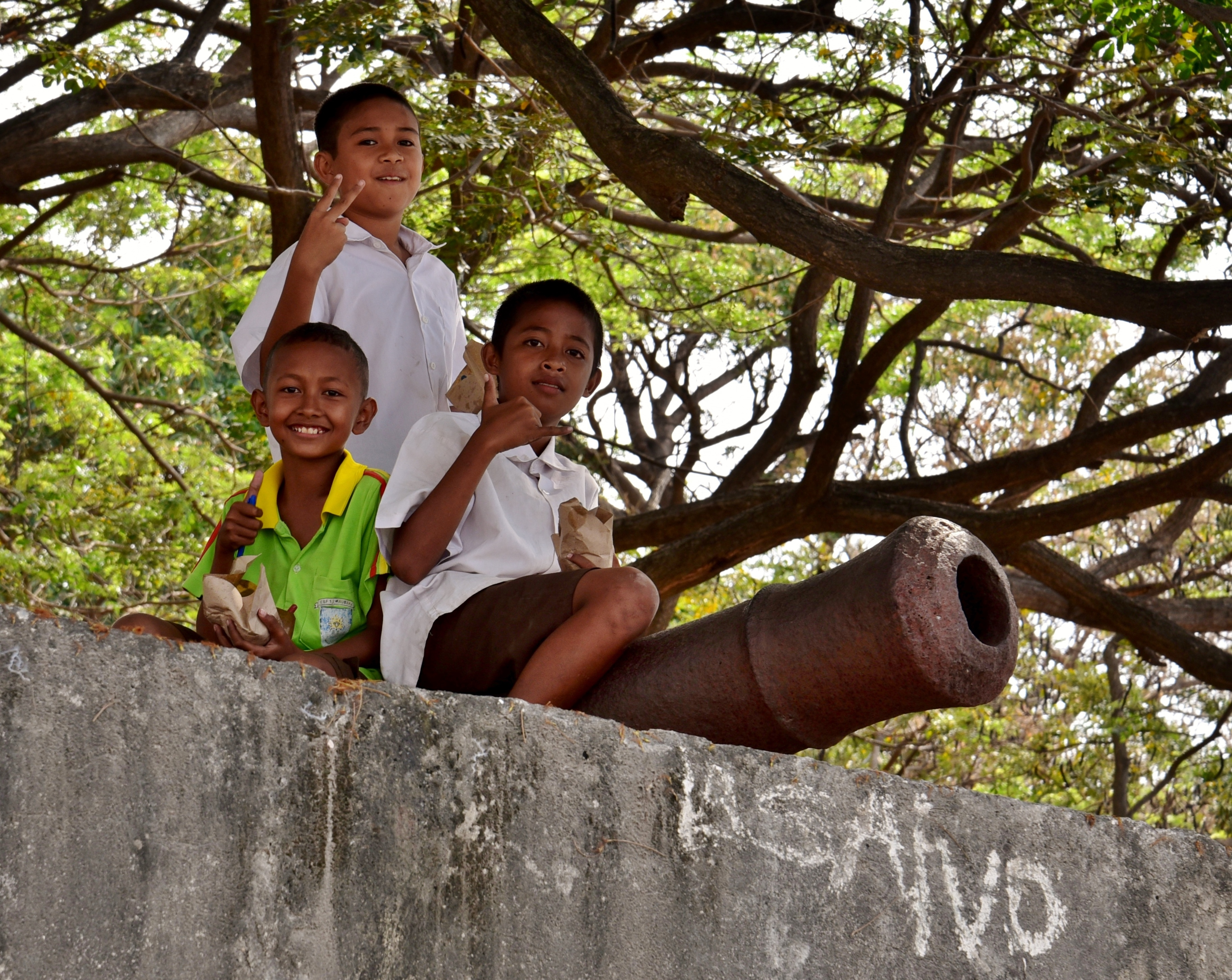
Die zweite Kanone
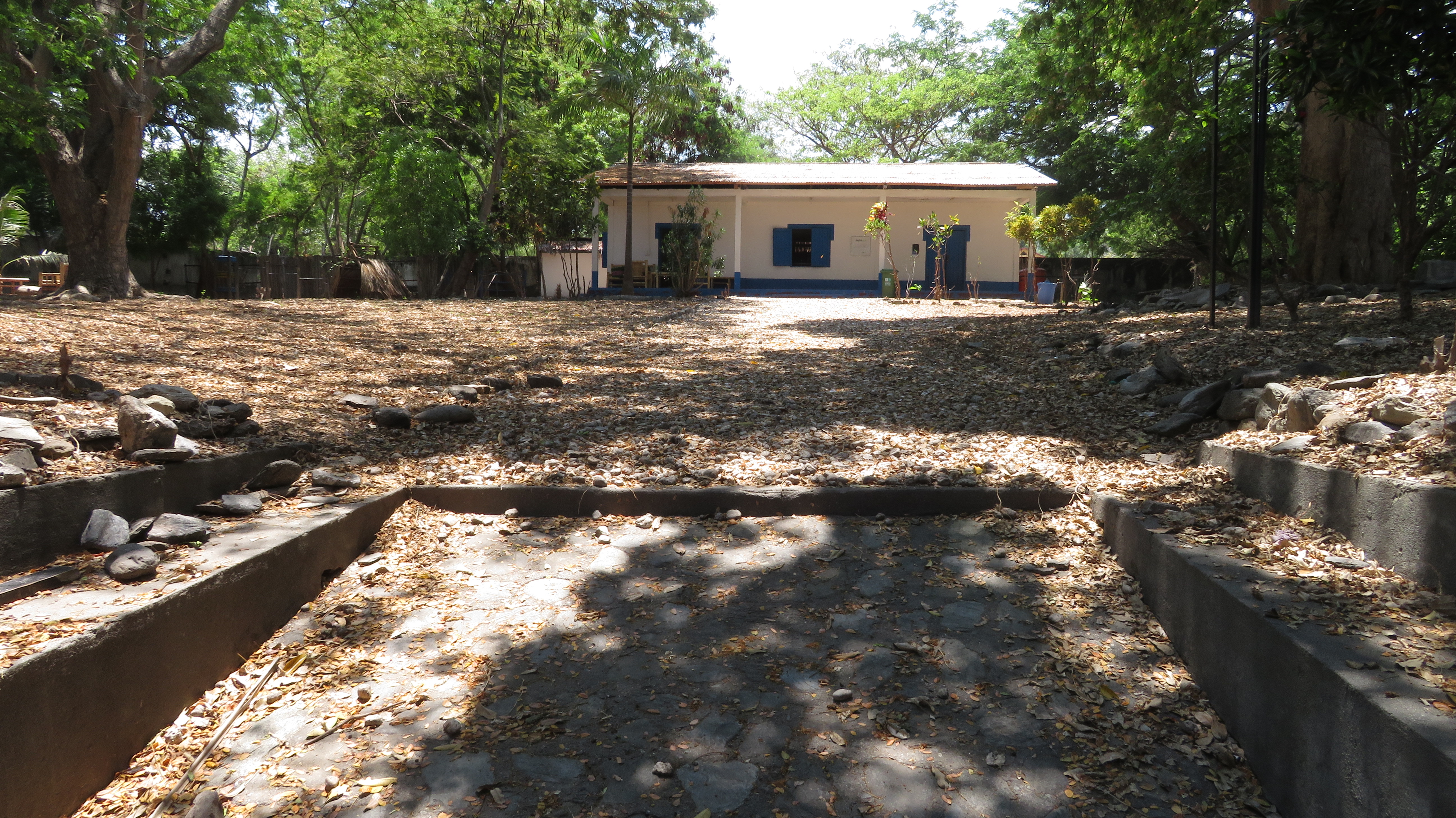
In der Festung
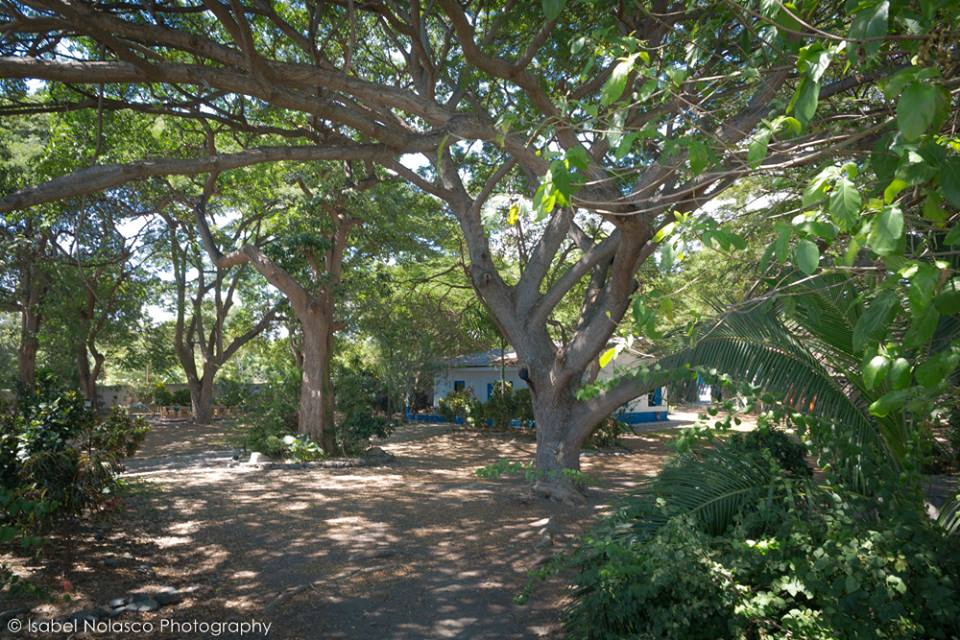
In der Festung